# El espíritu de la colmena
El espíritu de la colmena és una pel·lícula espanyola dirigida per Víctor Erice, estrenada el 1973. Aquesta pel·lícula data dels començaments d'Erice, i és considerada com una de les obres mestres del cinema espanyol. Va ser realitzada durant els últims anys de la dictadura de Francisco Franco. L'acció es desenvolupa en els anys 1940, i la pel·lícula critica subtilment l'Espanya de la postguerra. Ha estat doblada al català.
La pel·lícula gira al voltant d'una noia anomenada Ana, i de la seva fascinació per a la pel·lícula de terror americana que data de 1931, Frankenstein. El llargmetratge explora igualment la seva vida familiar i escolar. La pel·lícula ha estat descrita com «un retrat captivador de la vida interior d'un nen turmentat».

## Argument
En els anys 1940, la projecció de la pel·lícula Frankenstein en un poble perdut de Castella impressionarà dues petites germanes. Si per a Isabel l'enigma es decideix per un joc de la imaginació, per a Ana al contrari el monstre existeix i es posa a la seva recerca.
Ana, que té 6 anys, és una noia tímida, que amb els seus pares Fernando i Teresa, així com la seva gran germana Isabel, viu en un casal d'un poble aïllat de l'altiplà castellà.
La pel·lícula es desenvolupa el 1940, i la guerra s'acaba just d'acabar amb la victòria dels franquistes sobre la Segona República Espanyola. El seu pare envellit passa la major part del seu temps intentant escriure a propòsit de les seves abelles; la seva mare, que és més jove, és absorbida pels seus somiejos dedicats a un amant allunyat, a qui envia cartes. No es veu mai la família sencera reunida en un mateix pla de la pel·lícula. La companya més propera a Ana és la seva germana gran Isabel, que l'estima però no pot impedir divertir-se de la seva ingenuïtat.
Al començament de la pel·lícula, un cinema ambulant projecta la pel·lícula Frankenstein al poble, i les dues germanes la veuran. Ana troba la pel·lícula més interessant que espantosa, molt particularment l'escena on el monstre de Frankenstein juga amb una noieta, abans de matar-la accidentalment. Ana demana a la seva germana «per què ha matat la noia, i per què el maten després d'això ?». Isabel diu a la seva germana que el monstre no ha matat la noia, i que no és verdaderament mort. Li diu que tot és fals a la pel·lícula. Isabel explica que el monstre és un esperit, i que Ana li podria fins i tot parlar tancant els ulls i dient «Sóc jo, Ana».
La fascinació d'Ana per a aquesta història no fet més que augmentar quan Isabel li parla d'una cabana de pastor abandonada, on afirma que viu el monstre de Frankenstein. Ana torna diverses vegades sola a la cabana de pastor per buscar-ho, però no troba res més que un rastre. Un dia, mentre que són al casal en habitacions diferents, Isabel fa un udol des de l'altre extrem de la casa. Ana va a veure què passa, i troba Isabel immòbil a terra, fingint haver mort. Ana surt a buscar ajuda, però no trobant ningú, torna a l'habitació, que és llavors buida. Isabel la descobreix al darrere, agafant-li la cara amb les seves mans que té dins dels guants d'apicultor del pare. Aquella nit, Ana s'escapa de casa i mira el cel abans de tancar els ulls.
En l'escena següent, es veu un soldat republicà fugitiu saltar d'un tren en marxa, i refugiar-se a la cabana de pastor abandonada.
Ana troba el soldat que s'amaga a la cabana. Més que de fugir terroritzada, li dona la seva poma, després torna i li dona l'abric del seu pare, així com el rellotge que era a la seva butxaca. Aquesta amistat estranya i sense paraules acaba molt ràpidament, quan la policia franquista arriba durant la nit i troba el soldat republicà.
Durant un ressopó, el pare obre el seu rellotge que es fa una petita música. Es fixa llavors en l'expressió petrificada d'Ana, i comprèn que és ella que ha ajudat el soldat. Quan Ana torna a retre-li visita a la cabana, descobreix que ha desaparegut, i que hi ha taques de sang en el sòl. El seu pare arriba mentre que mira la sang, i ella fuig.
Erra sola la nit pels boscos, i troba un bolet verinós, del qual el seu pare ja li havia explicat que mataria qui intentés menjar-lo. Se la veu tocar-lo, després en una escena següent, Ana té una visió del monstre de Frankenstein mentre que mira el seu reflex a l'aigua. La mira amb una gran tristesa en la mirada, després, com en la pel·lícula de 1931, s'agenolla al seu costat mentre mira l'aigua. En aquest moment, es veu Teresa llegir i cremar una carta, significant la fi de la seva aventura amb el seu amant.
La família està molt inquieta per la desaparició de la petita Ana, i la batuda permet finalment de trobar-la l'endemà al matí, intacta. Però es tanca en ella mateixa, negant-se a parlar a la seva família o a menjar. El doctor assegura a la mare que oblidarà a poc a poc el xoc emocional que acaba de viure. Es veu llavors Teresa posar una jaqueta sobre les espatlles de Fernando mentre que s'ha adormit al seu despatx.
Al final de la pel·lícula, Ana recorda del que Isabel li ha explicat sobre la manera de cridar el monstre, s'aixeca del llit, es dirigeix cap a la porta-finestra i tanca els ulls.

## Repartiment
- Fernando Fernán Gómez: Fernando
- Teresa Gimpera: Teresa
- Ana Torrent: Ana
- Isabel Tellería: Isabel
- Ketty de la Cámara: Milagros
- Estanis González: El policia
- José Villasante: El monstre de Frankenstein
- Juan Margallo: El Fugitiu
- Laly Soldevila: Doña Lucía, la institutriu
- Miguel Picazo: El doctor